# Φ (近畿小子)
Φ是日本二人組合近畿小子的第10張原創專輯。2007年11月14日，由傑尼斯娛樂唱片公司於日本當地發行。

## 解說
繼7月18日發行十周年紀念精選輯《39》之後，於2007年所發行的第二張專輯。距離他們上次在同一年發行兩張專輯，已經是七年前的事情（2000年5月17日《KinKi Single Selection》與12月13日《D album》）。若不包含精選輯在內，與前一張專輯《I album -iD-》相隔不到1年時間就發行全新大碟，則是四年來最快的發片速度。
從出道專輯《A album》之後，他們所發行的每張原創專輯都按「英文字母順序」命名。不過，這張專輯是出道10年後，迎向第11年的開始，有「第二次出道」的特殊意味，故並未循慣例命名為《J album》。專輯名稱《Φ》是由「1與「0」組合而成的文字，不僅代表「10周年」，也代表「歸零後的全新開始」。而且「Φ」在數學上有「空集合」的意思，象徵「KinKi Kids是不屬於任何地方、獨一無二的集合體」。
因為有上述的特別涵義，專輯內又附贈了10周年紀念DVD，堂本光一覺得不太適合沿用《J album》作為專輯名稱，所以取了「Φ」這個名字，《J album》可以留待之後的專輯再使用（接受雜誌採訪時透露）。雖然這張專輯與一般的原創專輯同等規格，官網仍特地註明是“Anniversary・Original Album”（周年慶・原創專輯），成為本年度繼《39》之後，又一張10周年紀念專輯。
這張專輯發行了「初回版」與「通常版」兩種版本。完全初回限定版命名為《SPECIAl lOVE》，隨碟附贈一張近畿小子於2007年7月22日在東京巨蛋舉行十周年紀念公演《KinKi Kids 10th Anniversary in TOKYO DOME》實況影像DVD，以及24頁日文歌詞本。通常版則取名《UNIVERSAl lOVE》，附贈24頁日文歌詞本，還多收錄一首新歌〈狂想曲〉。兩種版本封面照片、設計皆不同。

## 收錄歌曲

### 初回版收錄歌曲
1. lOve in the Φ
  - 作曲：U-Key zone
  - 作詞：前田Takahiro
  - 編曲：U-Key zone
2. 淚、飄零（涙、ひとひら）
  - ※堂本光一主演的朝日電視台深夜劇《壽司王子》主題曲。
  - 作曲：井手功二
  - 作詞：井手功二
  - 編曲：鈴木雅也
3. snapshot
  - 作曲：織田哲郎
  - 作詞：Satomi
  - 編曲：家原正樹
  - 和音編排：KAZCO
4. the EDGE of the WORD
  - 作曲：紅茉來鈴
  - 作詞：紅茉來鈴
  - 編曲：阿部尚徳
  - 主唱編排：紅茉來鈴
  - 和音編排：Ko-saku
  - 弦樂編排：竹内純
5. 風的顏色（風の色）
  - 作曲：上松範康
  - 作詞：秋元康
  - 編曲：上松範康、石塚知生
6. Lose Control
  - ※堂本光一獨唱曲。
  - 作曲：HIRO
  - 作詞：HIRO
  - 編曲：HIRO
7. since 1997
  - 作曲：米倉利紀
  - 作詞：米倉利紀
  - 編曲：yamahiro
  - 主唱編排：米倉利紀
8. unchanged.
  - ※堂本剛獨唱曲。
  - 作曲：大智
  - 作詞：紅茉來鈴
  - 編曲：大智
9. BRAND NEW SONG
  - ※第25張單曲。
  - 作曲：Gajin
  - 作詞：Gajin
  - 編曲：CHOKKAKU
  - 和音編排：岩田雅之
10. 銀色暗號（銀色 暗号）
  - ※兩人共同創作曲《愛的聚合物》（愛のかたまり）續篇。
  - 作曲：堂本光一
  - 作詞：堂本剛　
  - 編曲：吉田建
11. No Tuned（ノー・チューンド）
  - 作曲：長瀬弘樹
  - 作詞：長瀬弘樹
  - 編曲：長瀬弘樹
12. 永遠
  - ※第26張單曲。
  - 作曲：德永英明
  - 作詞：Satomi
  - 編曲：CHOKKAKU
  - 和音編排：竹内浩明

### 通常版收錄歌曲
1. lOve in the Φ
2. 淚、飄零
3. snapshot
4. the EDGE of the WORD
5. 狂想曲（ラプソディー）
  - 作曲：成海Gazuto
  - 作詞：成海Gazuto
  - 編曲：大堀薫
6. 風的顏色
7. Lose Control
8. since 1997
9. unchanged.
10. BRAND NEW SONG
11. 銀色暗號
12. No Tuned
13. 永遠

## 初回特典DVD收錄歌曲
收錄2007年7月22日在東京巨蛋舉行之『KinKi Kids 10th Anniversary in TOKYO DOME』紀念公演片段。內容包含10首歌曲演唱畫面、一部份演唱會MC（中場對話），以及兩人額外錄製的十周年回顧對談，全長約110分鐘。相較於過去專輯初回版所附贈的DVD，這次不僅收錄時間更長，內容形式也更加豐富，藉以對長久支持他們的歌迷表達感謝之意。
1. 玻璃少年（硝子の少年）
2. 雨的旋律（雨のMelody）
3. Interview
4. 戀淚
5. Love is…～因為永遠有妳～（Love is…～いつもそこに君がいたから～）
6. MC
7. 月光
8. Anniversary
9. Interview
10. 在我背上的翅膀（ボクの背中には羽根がある）
11. MC
12. KinKi Kids forever (English version)
13. MC
14. 99%LIBERTY
15. Interview
16. 愛的聚合物（愛のかたまり）